# Johann Ulrich von Walpott-Bassenheim
Johann Ulrich von Walpott-Bassenheim (* um 1610; † vor dem 10. November 1653 in Königsfeld (Eifel)) war Domherr in Münster.

## Leben
Johann Ulrich von Walpott-Bassenheim entstammte dem rheinischen Adelsgeschlecht Waldbott von Bassenheim und war der Sohn des Heinrich Walpott von Bassenheim und dessen Gemahlin Maria Raitz von Frentz. Seine Brüder Johann Edmund (um 1620 – nach 1658) und Ernst Emmerich (1620 – nach 1658) waren Domherren in Münster. Am 2. Mai 1643 wurde Johann Ulrich durch kurfürstliche Provision für die münstersche Dompräbende präsentiert, die durch den Tod des Domherrn Dietrich von Plettenberg frei geworden war. Mit der Aufschwörung auf die Geschlechter Walpott, Raitz von Frentz, Binsfeld und Truchseß von Baldesheim am 8. Juni 1643 kam er in den Besitz der Pfründe.